# De Dietrich (Niederbronn)

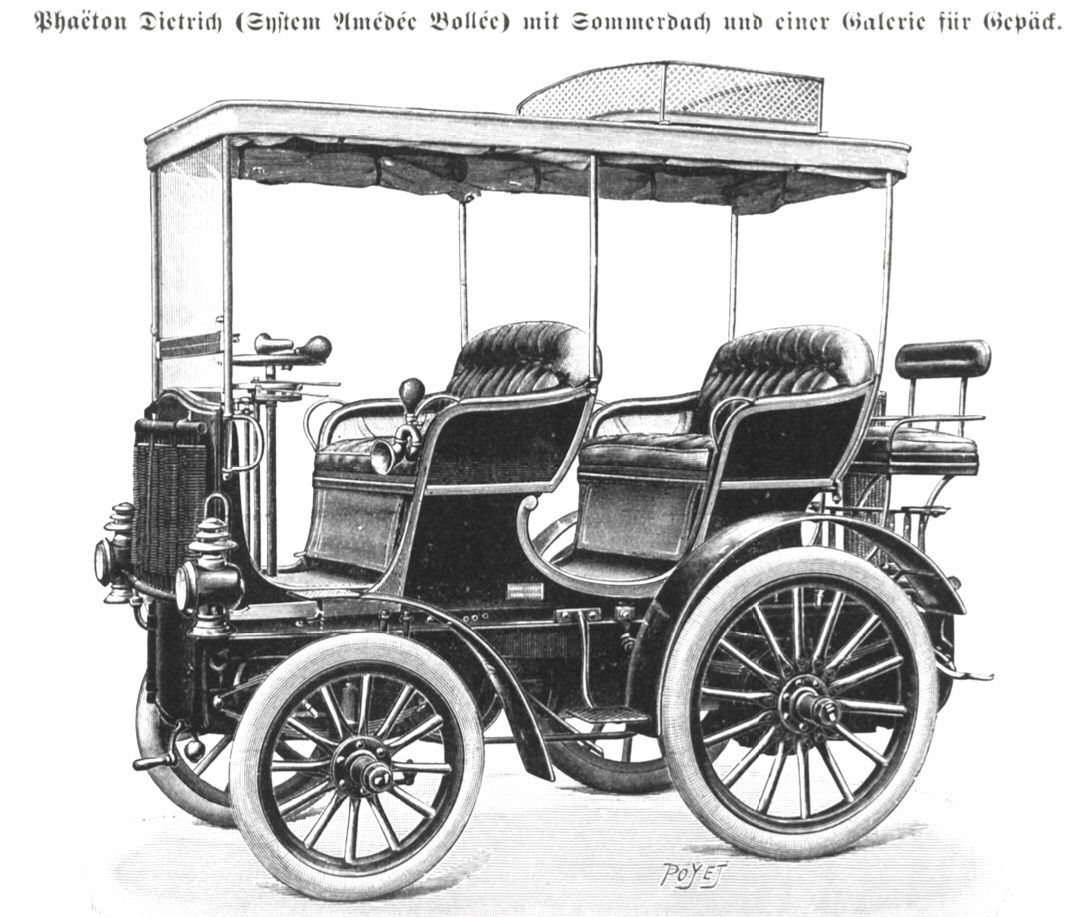
De Dietrich 6 PS oder 9/10 PS Phaeton um 1900

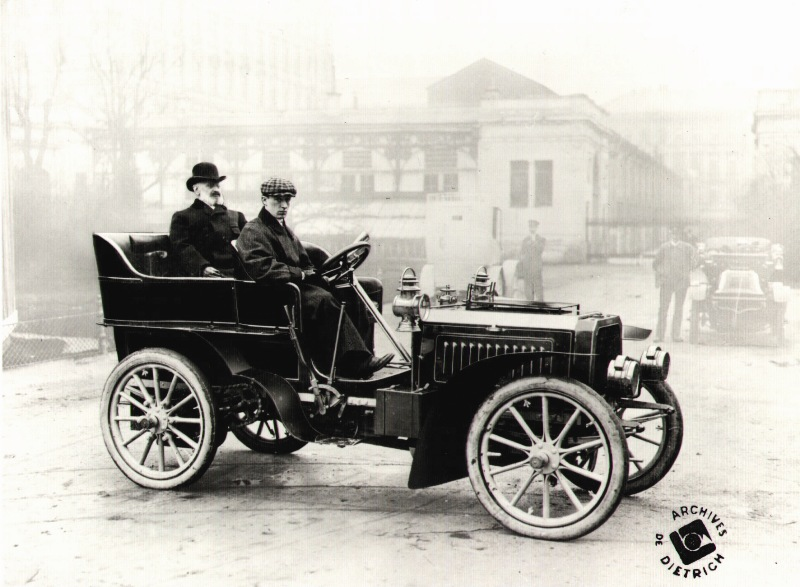
De Dietrich 24/28 PS mit Ettore Bugatti am Lenkrad

De Dietrich war ein Hersteller von Automobilen und Eisenbahnwagen aus Niederbronn im Elsass. Diese Region gehörte damals zum Deutschen Reich.

## Vorgeschichte und Hintergrund
Der Konzern De Dietrich et Cie existierte seit den 1680er Jahren in Frankreich. Zumindest um 1870 lag der örtliche Schwerpunkt im Elsass und teils in Lothringen. Die Abteilung für Eisenbahnfahrzeuge De Dietrich Ferroviaire war in Reichshoffen ansässig. Die Niederlage Frankreichs im Deutsch-Französischen Krieg von 1870–1871 führte dazu, dass das Unternehmen nun seinen Sitz im deutschen Reichsland Elsaß-Lothringen hatte. Es drohte der Verlust des französischen Marktes. 1880 wurde daher eine Niederlassung im französischen Lunéville gegründet, die später als Société de Dietrich et Cie de Lunéville firmierte.

## Geschichte
Ein Absatzrückgang in den 1890er Jahren führte dazu, dass sich der Konzern nach einem weiteren Produktionszweig umsah: Automobile. Eugène de Dietrich leitete zu der Zeit das Hauptwerk.
Zwei Quellen meinen, dass er bereits 1896 ein Abkommen mit Amédée Bollée fils traf, um eines seiner Dreiräder in Lizenz zu fertigen, die sich jedoch nicht bewährten. Bereits nach kurzer Zeit war das Modell nicht mehr gut genug, zur Verbesserung beauftragte er die Niederlassung in Lunéville mit der Entwicklung und Anfertigung stärkerer Rahmen. Dagegen spricht, dass keine andere Quelle wie das Standardbuch über Lorraine-Dietrich und Vorgängerunternehmen, die Beaulieu-Enzyklopädie noch Eric Favre in seinem umfangreichen Bericht zu Amedée Bollée etwas über ein Dreirad von Amedée Bollée schreiben. Richtig ist, dass es 1896 oder 1897 Verhandlungen mit Amédées Bruder Léon Bollée gab, mit dem Ziel, dessen Dreirad-Voiturette in Lizenz zu fertigen, die jedoch an der hohen Forderung von 500.000 Franc Lizenzgebühren scheiterten.
Am 6. März 1897 erwarb De Dietrich von Amédée Bollée die Lizenz für dessen Vierradfahrzeuge für 175.000 Franc. Im Juli 1897 begann die Produktion der Fahrzeuge mit dem Markennamen De Dietrich. Etwas unklar ist, ob sich der Produktionsbeginn 1897 auf das Werk in Niederbronn, auf das Werk in Lunéville oder auf beide Werke bezieht. Mehrere Quellen geben 1897 für beide Werke an. Es gibt aber auch Hinweise darauf, dass in Niederbronn erst ab 1899 oder zumindest später als Juli 1897 gefertigt wurde. Die Modelle nach Bollée-Art veralteten schnell. 1899 wurde vereinbart, ein kleines Modell von Vivinus in Lizenz zu fertigen.
1901 wurde Eugène de Dietrich bei einer Automobilausstellung auf den Bugatti & Gulinelli Type 2 aufmerksam, den Ettore Bugatti für Bugatti & Gulinelli entworfen hatte. 1902 stellte er Bugatti als Konstrukteur ein. Bugatti entwarf vier Modelle, die auch als Dietrich-Bugatti bekannt wurden, großer Markterfolg stellte sich nicht ein, 1904 wurde Bugatti entlassen, im gleichen Jahr gab De Dietrich den Automobilbau in Niederbronn auf.
1905 splittete sich die französische Abteilung komplett vom De-Dietrich-Konzern ab. Das neue Unternehmen hieß Société Lorraine des Anciens Établissements de Dietrich et Cie. Als Markenname wurde Lorraine-Dietrich gewählt.
Die Burlington Carriage Company vertrieb die Fahrzeuge beider De-Dietrich-Marken im Vereinigten Königreich.

## Fahrzeuge
Die ersten Fahrzeuge hatten liegende Zweizylindermotoren von Bollée. Der Motor des 6 PS hat 95 mm Bohrung, 160 mm Hub, 2268 cm³ Hubraum und etwa 6 PS Leistung. Beim 9/10 PS sorgt die erweiterte Bohrung von 110 mm für 3041 cm³ Hubraum und 9 PS Leistung. Gemeinsamkeit ist eine Glührohrzündung und Riemenantrieb. Diese Modelle gab es auch aus französischer Produktion, dort 6 CV und 9 CV genannt.
De Dietrich stellte auf der Motorwagen-Ausstellung, die vom 17. bis zum 24. September 1898 in Düsseldorf stattfand, ein Fahrzeug aus. Der Jagdwagen bot auf zwei Bänken sowie einem Notsitz fünf Personen Platz. Der Zweizylindermotor mit 6 PS Leistung war vorne im Fahrzeug montiert und trieb über Riemen und konische Räder die Hinterachse an. Das Getriebe hatte vier Gänge. Das Leergewicht war mit 840 kg angegeben und die Höchstgeschwindigkeit mit 30 km/h.
Der 3,5 PS nach Vivinus-Lizenz war ebenfalls eine leichte Voiturette oder Kleinwagen. Angegeben sind ein Einzylindermotor, 715 cm³ Hubraum und 3,5 PS Leistung. Als Bauzeit ist 1899 bis 1900 angegeben, allerdings ist für ein erhaltenes Fahrzeug eine Erstzulassung 1901 bekannt.
Die Dietrich-Bugatti aus der Zeit von 1902 bis 1904 waren der 20 PS, 24/28 PS, 30/35 PS und 50/60 PS.
Zwischen 1897 und 1902 wurden auch Lastkraftwagen gefertigt.

## Erhaltene Fahrzeuge

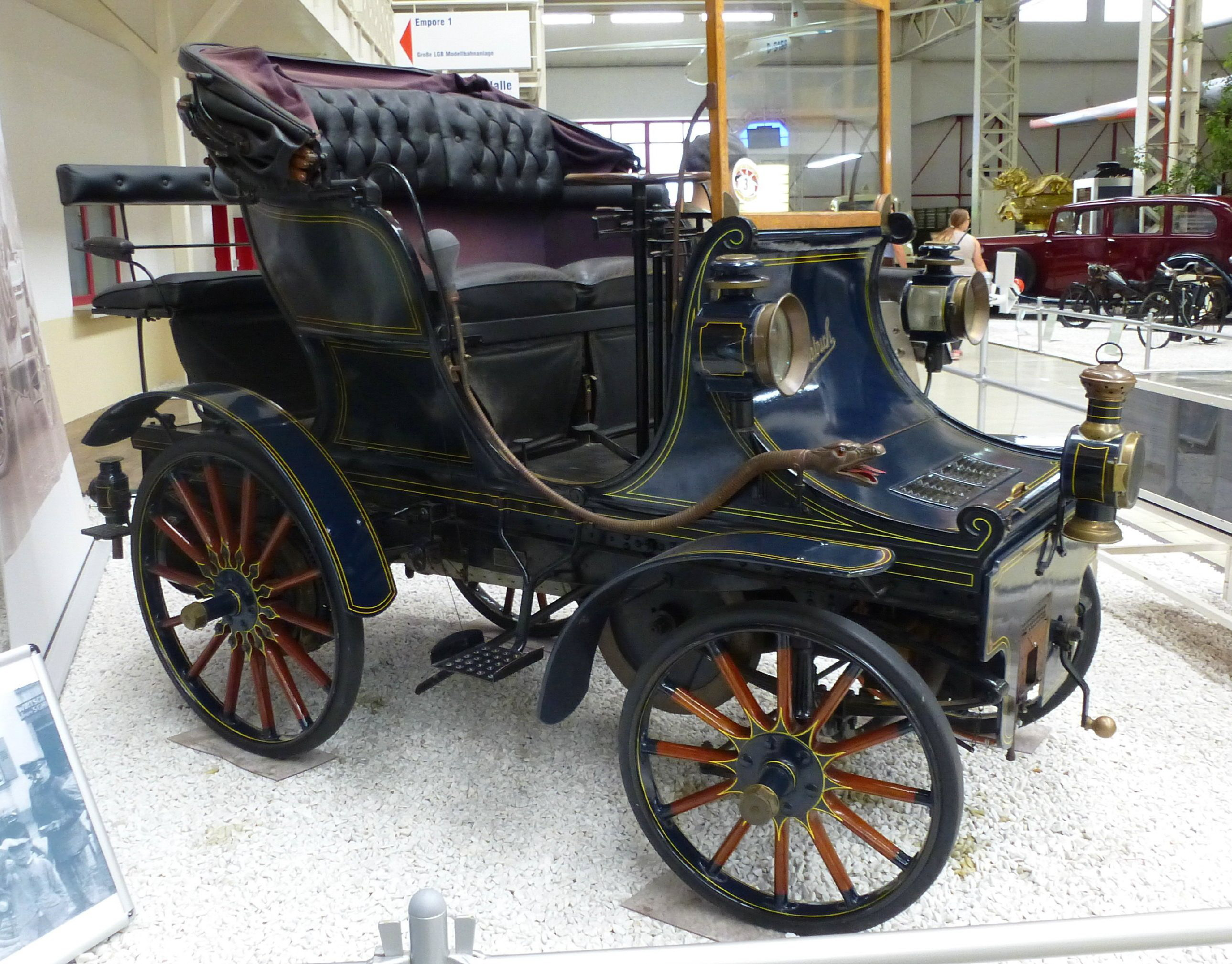
De Dietrich 6 PS von 1898 nach Amédée-Bollée-Lizenz

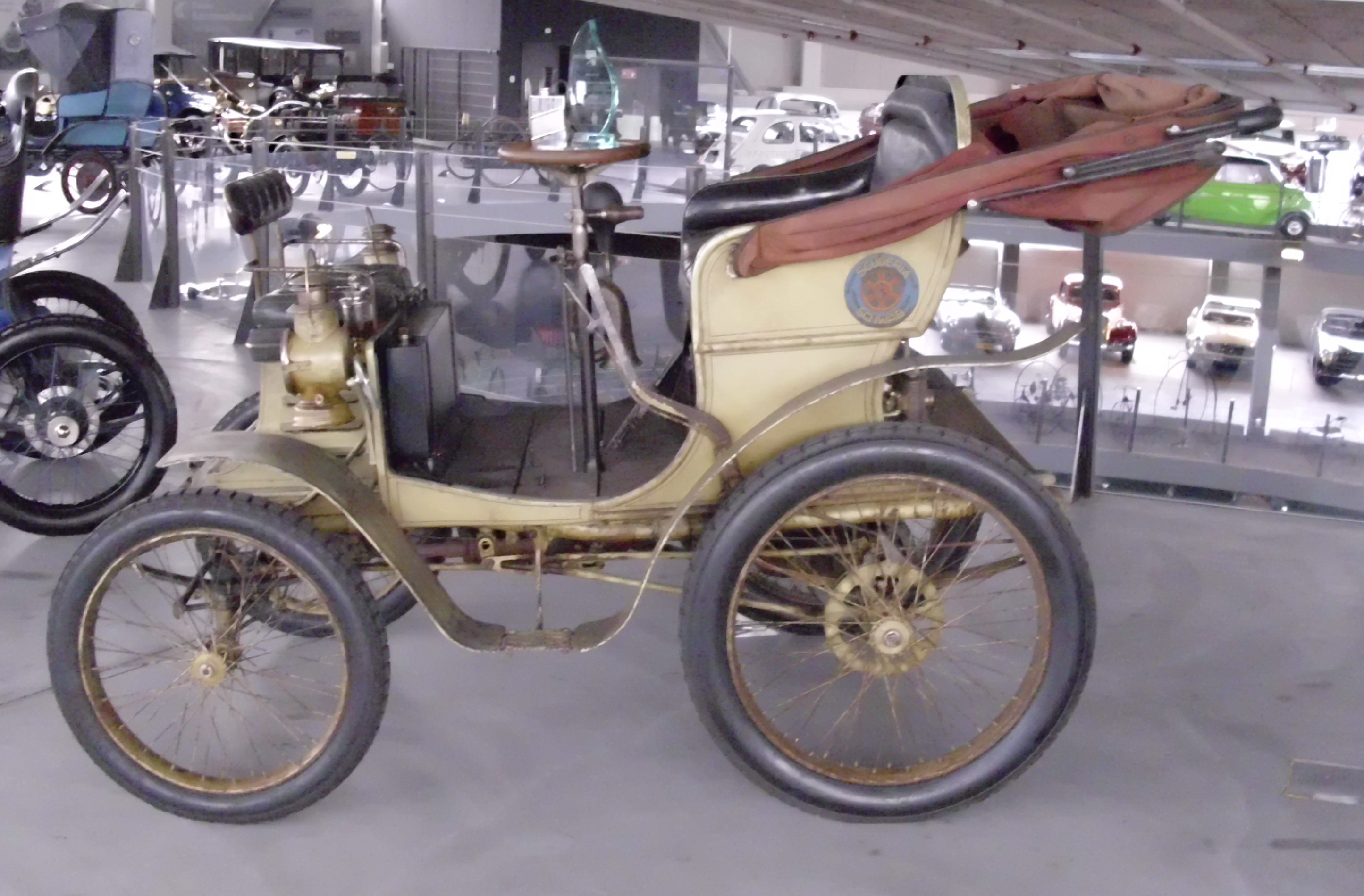
De Dietrich 3,5 PS von etwa 1901 nach Vivinus-Lizenz

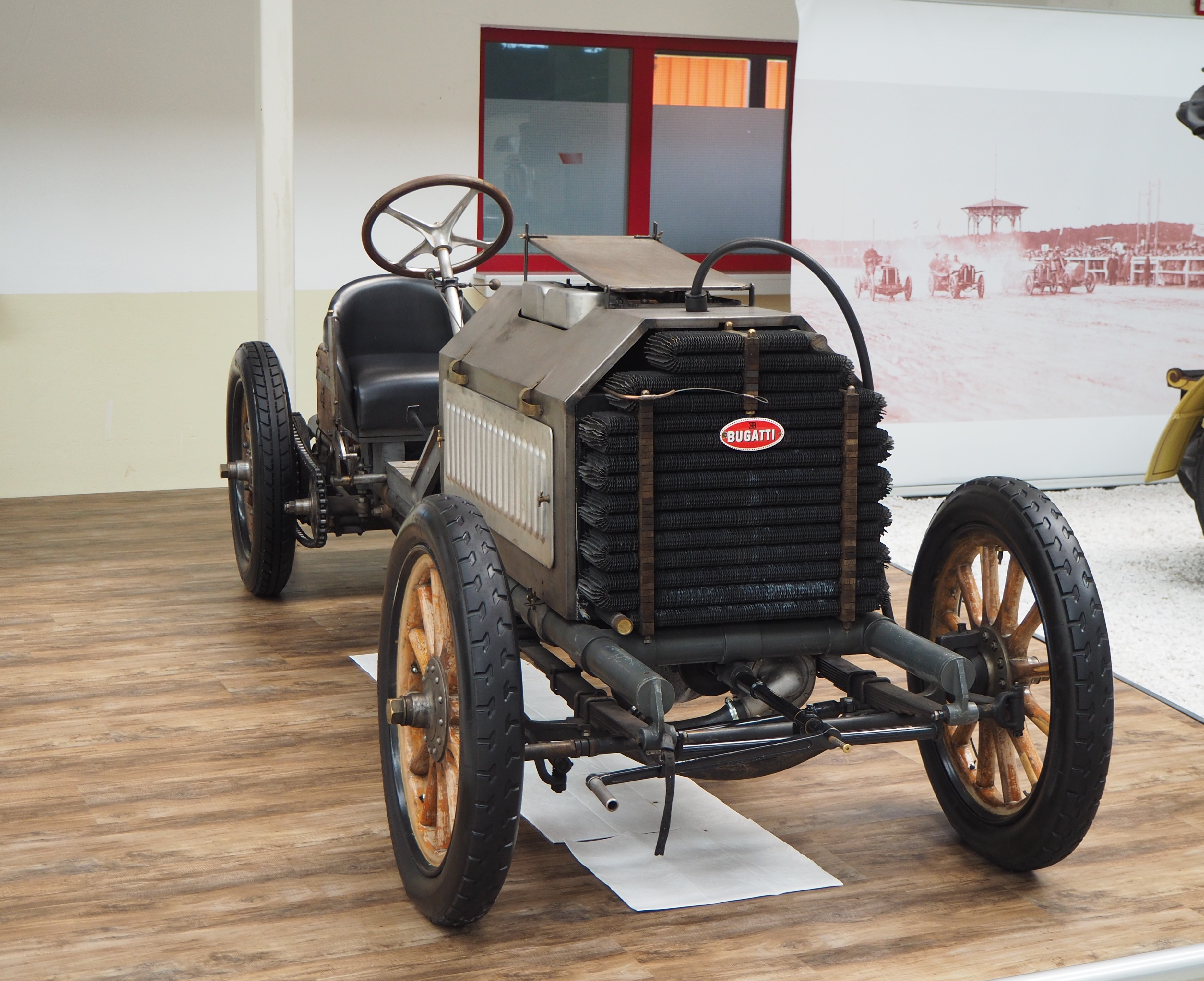
De Dietrich 50/60 PS (Nachbau), Entwicklung von Ettore Bugatti

Ein blauer 6 CV war im Technik-Museum Speyer ausgestellt – dort explizit mit der Angabe Produktionsort Niederbronn. Eine Quelle datiert ihn auf das Jahr 1898. Als Karosseriebauform wird Duc genannt. Es ist ein Phaeton mit einer Sitzbank in Fahrzeugmitte und einer Notsitzbank hinter der Hinterachse.
Ein 3,5 PS nach Vivinus-Lizenz gehört zum Verkehrshaus der Schweiz in Luzern. Der Wagen mit einem Aufbau als Vis-à-vis stammt von 1901 und stand in der Vergangenheit als Leihgabe im Pantheon Basel in Muttenz. Das Fahrzeug wurde schon beim London to Brighton Veteran Car Run eingesetzt. Ein weiteres Fahrzeug desselben Typs steht im Musée de la Faïence in Saargemünd.
Der Nachbau eines 50/60 PS stand ebenfalls im Technik-Museum Speyer.

## Stückzahlen
Es ist nur bekannt, dass zwischen 1902 und 1904 je nach Quelle kaum 60 oder 64 Fahrzeuge nach Entwürfen von Bugatti gefertigt wurden.